# اعتراف الولايات المتحدة بسيادة إسرائيل على الجولان
اعتراف الولايات المتحدة بسيادة إسرائيل على الجولان هو إعلان الرئيس الأمريكي دونالد ترامب عن مرسوم تعترف الولايات المتحدة الأمريكية بموجبه أن هضبة الجولان السّورية المحتلّة جزءٌ من دولة إسرائيل، كان قد وقّعه في 25 مارس 2019 بعد زيارة رئيس الوزراء الإسرائيلي بنيامين نتنياهو إلى واشنطن وهو يعني اعترافه بقانون إسرائيل حول الجولان الصادر عام 1981 - المرفوض دوليًا - والذي قضى بضم هضبة الجولان السّوريّة إلى أراضيها، بعد احتلالها في حرب 1967. ويأتي المرسوم في انتهاك لقراري مجلس الأمن الدولي رقم 497 و242 اللذان سبق للولايات المتحدة التصويت عليهما، وفي محاولة لشرعنة الاحتلال الإسرائيلي، الذي يرتكب انتهاكات لحقوق الإنسان بحق سكان الجولان. كما أتى القرار قُبيل الانتخابات التشريعية الإسرائيلية 2019، واعتبره البعض دعمًا وبمثابة «هدية انتخابية» لنتنياهو زعيم حزب الليكود.
وقد اعتبرت سوريا على لسان وزارة الخارجية هذا القرار «اعتداءً سافراً على سيادة ووحدة أراضي الجمهورية العربية السورية»، وتعهدت باستعادته. وتعرض هذه القرار لإدانات دولية وعربية لمخالفته القانون الدولي، ولم يلقَ ترحيبًا إلا من إسرائيل وندّدت به عدّة هيئات وأحزاب ومنظّمات، كما خلّف حراكاً شعبياً مُناهضًا داخل الأراضي السورية. وقال ترامب بأنه أصدر هذا القرار استناداً إلى حق إسرائيل في الدفاع عن أمنها وحدودها من تهديدات سوريا وإيران وحزب الله في الفترة الأخيرة.

## خلفية تاريخية

### الوضع السياسي للجولان
منذ حرب 1967، تبسط إسرائيل سيطرتها على ثُلثي هضبة الجولان السورية الواقعة جنوب غرب البلاد ضمن محافظة القنيطرة، وما تزال الأمم المتحدة تعتبر الجولان «أرضًا سوريّة محتلّة» وتطالب الاحتلال الإسرائيلي بالانسحاب إلى خلف حدود الرابع من يونيو 1967 بموجب قرار مجلس الأمن التابع للأمم المتحدة رقم 242، وترتكب السلطات الإسرائيلية انتهاكات مستمرة منافية للقانون الدولي واتفاقية جنيف الرابعة ضد سكان الجولان، وتمت إدانتها من قبل الأمم المتحدة في كثير من الأحيان، أبرزها في قرار مجلس الأمن التابع للأمم المتحدة رقم 338. وفي عام 1981 أصدرت الحكومة الإسرائيلية ما عُرف ب‍ «قانون الجولان» والذي يقضي بتبعية الجولان ل‍ «دولة إسرائيل» ووقوعه تحت ولايتها القضائية، وقد تم رفض هذا القرار دوليًا بعد قرار مجلس الأمن الدولي رقم 497، الذي ذكر أن «قرار إسرائيل بفرض قوانينها وولايتها القضائية وإدارتها في مرتفعات الجولان السورية المحتلة هو باطل ولاغٍ وبدون أي أثر قانوني دولي».
كانت سوريا وإسرائيل قد شهدتا محادثات سلام كثيفة في عقد 1990، آخرها محادثات في شهري يناير ومارس عام 2000 بين حافظ الأسد وإيهود باراك بوساطة أمريكية، لكن الخلاف على حدود بحيرة طبريا أدى إلى فشلها. وكانت إسرائيل مستعدّة للتنازل عن الجولان عند توقيع اتفاقية سلام مناسبة لها مع سوريا، لكن بعد الحرب الأهلية السورية وتزايد النفوذ الإيراني ونفوذ حزب الله أصبحت ترى وجوب بقاء المرتفعات معها لأهميتها الاستراتيجية. وفي 24 أغسطس 2018 طلب رئيس الوزراء الإسرائيلي بنيامين نتنياهو من الإدارة الأمريكية الاعتراف بسيادة إسرائيل على الجولان، بينما صرّح مسؤول أمريكي أن هذه القضية «لا تجري مناقشتها حاليًا».

### سوابق أمريكية
وكانت إدارة دونالد ترامب في 6 ديسمبر 2017 قد اعترفت بأن مدينة القدس هي عاصمة لدولة إسرائيل، وأعلنت أنها ستبدأ ببناء سفارة في المدينة. رفضَ 14 عضوًا في مجلس الأمن الدولي تلك الخطوة.

## الإعلان
بدأ ترامب الإشارة للخطوة من خلال تغريدة له على تويتر يوم 21 مارس قال فيها «بعد 52 عاما، حان الوقت لاعتراف الولايات المتحدة الكامل بسيادة إسرائيل على هضبة الجولان التي لها أهمية إستراتيجية وأمنية حيوية لدولة إسرائيل والاستقرار الإقليمي»، تلا ذلك شكر رئيس الوزراء الإسرائيلي بنيامين نتنياهو لترامب على موقفه، معبراً عن خوفه من إيران ونفوذها في جنوب سوريا. وقد لقى تصريح ترامب إدانة دولية واسعة لاسيّما من الاتحاد الأوروبي وروسيا وتركيا والدول العربية.
وفي 23 مارس نشرت القناة الإسرائيلية 13 بياناً ذكرت فيه أن «‌الجيش الإسرائيلي أطلق بالتعاون مع وحدات الشرطة استعدادات لمواجهة أعمال عنف ومسيرات احتجاجية محتملة في الحدود الشمالية مع سوريا» عقب قرار ترامب. وأضافت أن قيادة الجيش نشرت قناصين على طول الحدود الشرقية للجولان، وأمرت باتخاذ إجراءات أمنية مشددة، وأن الوحدات المنتشرة تسبمت معدات لفض تظاهرات احتجاجية محتملة، بما في ذلك الرصاص المطاطي والغاز المسيل للدموع. وتأتي هذه الإجراءات بعد إعلان أبناء الجولان المحتل نيتهم تنظيم مسيرات احتجاجية على الجانبين المحتل والمحرر تنديدًا بقرار ترامب. وقد خرج بالفعل عشرات السوريين الدروز في مظاهرة في بلدة مجدل شمس داخل الجولان المحتل تندّد بقرار ترامب، رافقها فعاليات شعبية على الجانب الآخر من خط وقف إطلاق النار في مدينة القنيطرة.
أما الموقف الرسمي من تصريحه، فقد أعلنت وزارة الخارجية السورية في بيان مطوّل، أن تصريح ترامب يعدّ انتهاكاً للقرارات والشرعية الدولية، خصوصاً قرار مجلس الأمن الدولي رقم 497 الذي صوت الأعضاء عليه بالإجماع بمن فيهم الولايات المتحدة. واتّهمت واشنطن بتوتير الأوضاع وتهديد السلم والاستقرار الدوليين، وأضافت:
| اعتراف الولايات المتحدة بسيادة إسرائيل على الجولان | إن تصريحات الرئيس الأمريكي وأركان إدارته حول الجولان السوري المحتل لن تغير أبداً من حقيقة أن الجولان كان وسيبقى عربياً سورياً وأن الشعب السوري أكثر عزيمة وتصميماً وإصراراً على تحرير هذه البقعة الغالية من التراب الوطني السوري بكل الوسائل المتاحة وعودتها إلى كنف الوطن الأم شاء من شاء وأبى من أبى طال الزمان أم قصر. | اعتراف الولايات المتحدة بسيادة إسرائيل على الجولان |

في 24 مارس غادر نتنياهو إسرائيل في زيارة إلى الولايات المتحدة، قائلاً إن اجتماعاته مع ترامب ستكون «هامة جداً» وأنه سيبحث معه موضوع الجولان و «تصريحاته التاريخية»، كما سيبحث ملف إيران والتعاون الاستخباراتي بين الولايات المتحدة وإسرائيل. وقال المتحدث باسم وزير الخارجية الإسرائيلية إن «ترامب سيوقع على قرار الاعتراف بسيادة إسرائيل على الجولان غداً (25 آذار)، وإن العلاقات الأمريكية الإسرائيلية الآن أقرب من أي وقت مضى».

### التوقيع والمؤتمر الصحفي
قال ترامب في مؤتمر صحفي مع بنيامين نتنياهو قبل التوقيع: «إنني أتخذ اليوم خطوة تاريخية لدعم قدرات إسرائيل في الدفاع عن ذاتها والتمتع بمستوى عالٍ من الأمن الذي تستحقه. إسرائيل سيطرت على مرتفعات الجولان عام 1967 لحماية نفسها من التهديدات المقبلة» وأضاف ترامب: «اليوم عليها أن تدافع عن نفسها من إيران والتهديدات الإرهابية في سوريا، بما في ذلك حزب الله الذي قد يشن هجمات محتملة على إسرائيل». كما تعهد بأن الولايات المتحدة ستقف مع إسرائيل «إلى الأبد».
وفي المؤتمر الصحفي، شكر نتنياهو ترامب على قراراه الذي وصفه «بالتاريخي» وأشاد بالصداقة بينه وبين ترامب، التي لم يسبق لإسرائيل أن امتلكت مثلها، على حد قوله. وخاطبه قائلاً:«لقد أثبتتم وقوفكم معنا من خلال الانسحاب من الاتفاق النووي مع إيران، ثم من خلال اعترافكم بالقدس عاصمة لإسرائيل، واليوم تثبتون ذلك مجددًا».

أصدر ترامب المرسوم الرئاسي:
| اعتراف الولايات المتحدة بسيادة إسرائيل على الجولان | «أنا، دونالد ج. ترامب رئيس الولايات المتحدة الأمريكية، بحكم السلطة المخولة لي بموجب دستور الولايات المتحدة وقوانينها، أعلن بموجب هذا أن الولايات المتحدة تعترف بأن مرتفعات الجولان جزء من دولة إسرائيل» | اعتراف الولايات المتحدة بسيادة إسرائيل على الجولان |

### المواقف
قام ترامب بإهداء نتنياهو قلم التوقيع كتذكار رمزي. بينما كافأ رئيس الوزراء الإسرائيلي ترامب على قراره الذي انتهك القانون الدولي، بإهدائه «صندوق نبيذ» من النبيذ المصنٌع في الجولان السوري المحتلّ.

## ردود الأفعال السورية

### المواقف المحلّية في الجولان
بعد تصريحات ترامب على تويتر، تظاهر الآلاف من السوريين الدروز في الجولان المحتلّ ضّده رافضين القرار ومؤكّدين تبعية الجولان لسوريا، وذلك وسط تأهّب أمني وعسكري إسرائيلي.
وقد تم تنظيم فعاليات ووقفات احتجاجية على الجانبين المحتل والمحرر من الجولان، شارك بها أهالي محافظة القنيطرة.
كما أدانت «مشيخة العقل» لدى الطائفة الدرزية في سوريا قرار ترامب وأكّدت تمسكّها بالهوية السّورية.

### الموقف الرسمي
أصدرت وزارة الخارجية السورية بياناً بعد توقيع ترامب للمرسوم، رفضت به تصريحاته والأفعال الأمريكية الأخيرة بخصوص القضية الفلسطينية والجولان، وأكدّت تمسك سوريا بخيار استعادة الأرض المحتلة، وجاء في البيان:
| اعتراف الولايات المتحدة بسيادة إسرائيل على الجولان | إن قرار الرئيس الأمريكي يمثل أعلى درجات الازدراء للشرعية الدولية وصفعة مهينة للمجتمع الدولي ويفقد الأمم المتحدة مكانتها ومصداقيتها من خلال الانتهاك الأمريكي السافر لقراراتها بخصوص الجولان السوري المحتل وخاصة القرار 497 لعام 1981 الذي يؤكد الوضع القانوني للجولان السوري كأرض محتلة ويرفض قرار الضم لكيان الاحتلال الإسرائيلي ويعتبره باطلا ولا اثر قانونيا له. | اعتراف الولايات المتحدة بسيادة إسرائيل على الجولان |

وذكر التلفزيون السوري أن وزير الخارجية وليد المعلم قال: «اعتراف أمريكا بالسيادة الإسرائيلية على الجولان لن يؤثر إلا على عزلتها». وقد نشرت صفحة الرئاسة السورية على فيسبوك صورة جندي سوري بجانبها عبارة «الحقُّ الّذي يُغتصب يُرّد» في إشارة لكلمة بشار الأسد عام 2009.
وقد طلبت البعثة السورية في الأمم المتحدة من مجلس الأمن الدولي في رسالة لرئاسة المجلس في 26 مارس اجتماعاً طارئاً من أجل تحديد موعد لمناقشة «الانتهاك الصارخ» من الولايات المتحدة، وفق الرسالة. وكانت قد طلبت مؤخراً، قبل توقيع ترامب لمرسوم الاعتراف، عقد جلسة لمجلس الأمن لتأكيد قراراته حول وجوب الانسحاب الإسرائيلي من الجولان المحتل.

## احتجاجات
نقلت وكالة الأنباء السورية بعد توقيع ترامب للمرسوم، صور لوقفات احتجاجية وفعاليات شعبية في حمص، درعا، السويداء، حماة، السقيلبية، حلب، دير الزور، اللاذقية، الحسكة، القامشلي، السلميّة، أمام المباني والمؤسسات الرسمية ومكاتب حزب البعث ضد قرار ترامب، رفع المتظاهرون فيها الأعلام السّورية والفلسطينيّة، وسط مشاركة من الهيئات النقابية والمؤسسات الدينيّة.
وخرج الآلاف من أهل حلب في مظاهرة بساحة سعد الله الجابري، كما نظمت كلّ من جامعة تشرين وجامعة الفرات وقفات طلّابية احتجاجية.
كما تجمع عشرات اليهود الأرثوذكس أمام البيت الأبيض تنديدًا بقرار ترامب.

## ردود الأفعال الإسرائيلية
أثنى عدّة قادة إسرائيليين على هذه الخطوة من مختلف الأطياف السياسية، بما في ذلك الرئيس رؤوفين ريفلين وزعيم المعارضة شيلي يحيموفيتش، وزعيم حزب العمل الإسرائيلي آفي غباي، وزعيم «حزب الأزرق والأبيض» بيني غانتس، السياسي يولي أدلشتين، وزعيم حزب كولانوموشيه كحلون، وزعيمي حزب اليمين الجديد نفتالي بينيت وأيليت شاكيد.

## ردود الأفعال الدولية
لم تستجب أي دولة لدعوة واشنطن حول الاعتراف بالسيادة الإسرائيلية على الجولان، وقد تم رفض القرار أو التنديد به من قبل الأمم المتحدة، الاتحاد الأوروبي، جامعة الدول العربية، روسيا، تركيا، فرنسا، بريطانيا، بولندا، بلجيكا، ألمانيا، لبنان، العراق، الأردن، فلسطين، مصر، السعودية، الإمارات العربية المتحدة، الكويت، البحرين، سلطنة عمان، إيران،إسبانيا، كندا، باكستان،  إندونيسيا، اليابان، فنزويلا، كوبا وجنوب أفريقيا. كما ندد به حزب الله ومنظمات دولية مثل هيومان رايتس ووتش وأيضاً عدة منظمات عربية.

### المنظمات الدولية
- الأمم المتحدة: قال المتحدث الرسمي باسم أنطونيو غوتيريس أمين عام الأمم المتحدة: «يبدو للأمين العام أن وضع الجولان لم يتغير، وإن موقف الأمم المتحدة تعكسه القرارات المناسبة لمجلس الأمن الدولي».[38]
- هيومان رايتس ووتش: أعلنت المنظمة الحقوقية «إن قرار إدارة ترامب إنكار واقع احتلال إسرائيل لهضبة الجولان يُظهر عدم احترامها للحماية الواجبة للسكان السوريين بموجب القانون الإنساني الدولي» وأشارت لانتهاكات حقوق الإنسان المستمرة التي ترتكبها إسرائيل في الجولان.[39]
- الاتحاد الأوروبي: في بيان له يوم الاثنين 25 مارس أعلن الاتحاد الأوروبي أنه لن يعترف بسيادة إسرائيل على الجولان قائلاً: «موقف الاتحاد الأوروبي لم يتغير حيث أننا لا نعترف بسيادة إسرائيل على الأراضي التي تحتلها منذ 1967 بما فيها مرتفعات الجولان».
- الجامعة العربية: رفض أمين عام جامعة الدول العربية أحمد أبو الغيط في بيان له إعلان ترامب، ووصفه ب‍ "باطل شكلاً وموضوعاً" وشدد على أن الجولان أرض سوريّة محتلّة، وأضاف «إعلان ترامب يعكس "حالة من الخروج على القانون الدولي روحاً ونصاً تقلل من مكانة الولايات المتحدة الأمريكية في المنطقة، بل وفي العالم».[40]

### عالميًا
- روسيا: أعلنت روسيا أن قرار ترامب «لن يغير موقف موسكو في أن الجولان جزء لا يتجزأ من سوريا». وقبل نحو ساعة من توقيع القرار، قال وزير الخارجية سيرغي لافروف أن توجه واشنطن نحو الاعتراف بسيادة إسرائيل على المرتفعات «يقود إلى انتهاك سافر للقانون الدولي ويعرقل تسوية الأزمة السورية ويزيد الوضع في الشرق الأوسط تأزما». وفي وقت لاحق أشارت المتحدثة الرسمية باسم وزارة الخارجية ماريا زاخاروفا أن خطوة ترامب «من شأنها أن تقود لتصعيد جديد للتوتر في منطقة الشرق الأوسط»، وأن هذا القرار «انتهاك للقانون الدولي».[41]
- تركيا: قال وزير الخارجية التركي مولود جاويش أوغلو، في تصريحات صحفية أدلى بها الاثنين 25 مارس، أن تركيا ستقف حتى النهاية في وجه قرار ترامب، وأنها «ستقوم باللازم في كافة المحافل بما في ذلك الأمم المتحدة»، مضيفاً: «سنعمل مع المجتمع الدولي لأننا لا ندعم ولا نقبل الخطوات أحادية الجانب». وقد وصف الإعلان كهدية انتخابية من ترامب لنتنياهو، الذي يستعد لخوض انتخابات[42] وفي تصريح له باليوم التالي، انتقد دولًا عربية ل‍ «التزامها الصمت حيال الجولان»[43]
- فرنسا،  بريطانيا،  ألمانيا،  بولندا،  بلجيكا: في بيان خُماسي أصدرته الدول الأوروبية في مجلس الأمن الدولي، أعلنت رفضها قرار ترامب وقال مندوب بلجيكا في المجلس:«إننا، وبالتوافق مع القانون الدولي وقرارات مجلس الأمن ذات الصلة، بما فيهما القراران 242 و497، لا نعترف بسيادة إسرائيل على الأراضي التي احتلتها منذ يونيو 1967، بما في ذلك مرتفعات الجولان، ولا نعتبرها جزءا من أراضي دولة إسرائيل».[44]

### عربيًا
- لبنان: صرّح وزير الخارحية اللبناني جبران باسيل أن الجولان «أرض سورية عربية» وأن «الإعلان الرئاسي الأميركي بخصوص أحقية إسرائيل بضم هضبة الجولان السورية، هو أمر مدان ويخالف كل قواعد القانون الدولي، ويقوض أي جهد للوصول إلى السلام العادل».[45]
- العراق: أصدرت وزارة الخارجية بياناً رسمياً رفضت فيه دعوة واشنطن المجتمع الدولي الاعتراف بسيادة إسرائيل على الجولان، وقالت: «يعارض العراق بشدة شرعنة احتلال الجولان السوري، ويرفض هذا التوجّه استناداً إلى القانون الدوليّ الذي يقضي بعدم شرعية أيِّ سلطة قائمة بالحرب».[46]
- السلطة الوطنية الفلسطينية: أعلن الرئيس محمود عباس في بيان رئاسي «عن رفضه واستنكاره الشديد لسلسلة القرارات المخالفة للقانون الدولي وللشرعية الدولية الصادرة من قبل الإدارة الأمريكية، سواء ما يتعلق بالقدس أو الجولان».[47]
- الأردن: قال وزير الخارجية الأردني أيمن الصفدي أن «الجولان أرض عربية سورية وفقاً لجميع قرارات الشرعية الدولية» وأن «قرار الممكلة ثابت وواضح برفض ضم الجولان إلى إسرائيل ويرفض أي قرار يعترف بهذا الضم سيزيد من التوتر من المنطقة».[48]

## التبعات

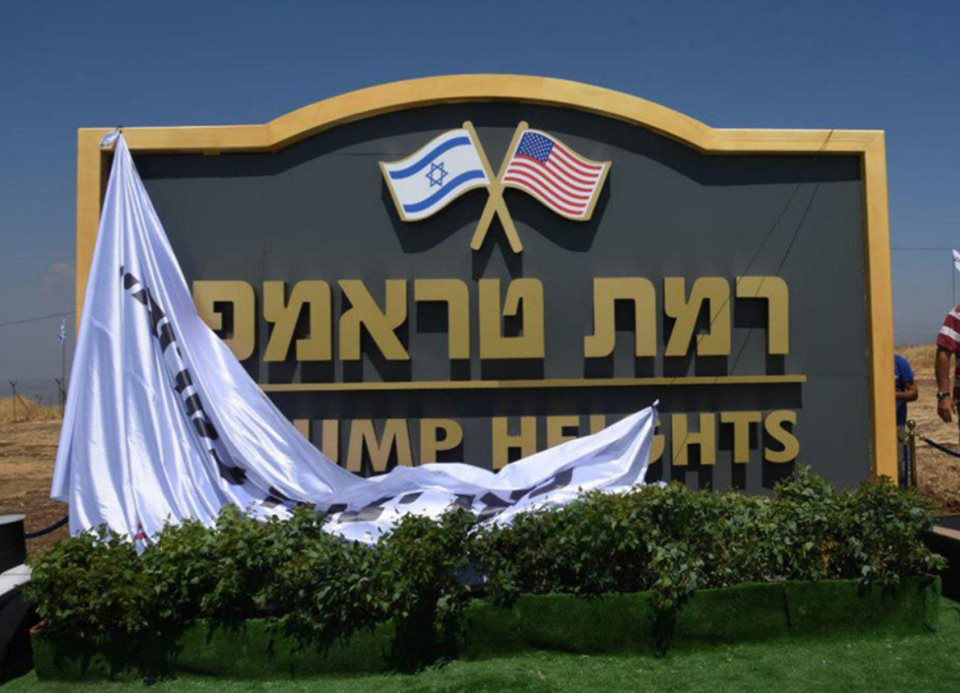
افتتاح مستوطنة "مرتفعات ترامب" في الجولان المحتل، يونيو 2019

في 23 أبريل 2019 أعلنَ رئيس الوزراء الإسرائيلي بنيامين نتنياهو أنّه ينوي إطلاق اسم ترامب على مجمّع سكني في الجولان، كهدية له بسبب دعمه لإسرائيل واعترافه بسيادتها على الهضبة. وفي 16 يونيو، أعلنت الحكومة الإسرائيلية إنشاء مستوطنة باسم «مرتفعات ترامب»، كواحدة من المستوطنات العديدة التي بنتها إسرائيل منذ احتلالها للهضبة.